# Берестейська унія

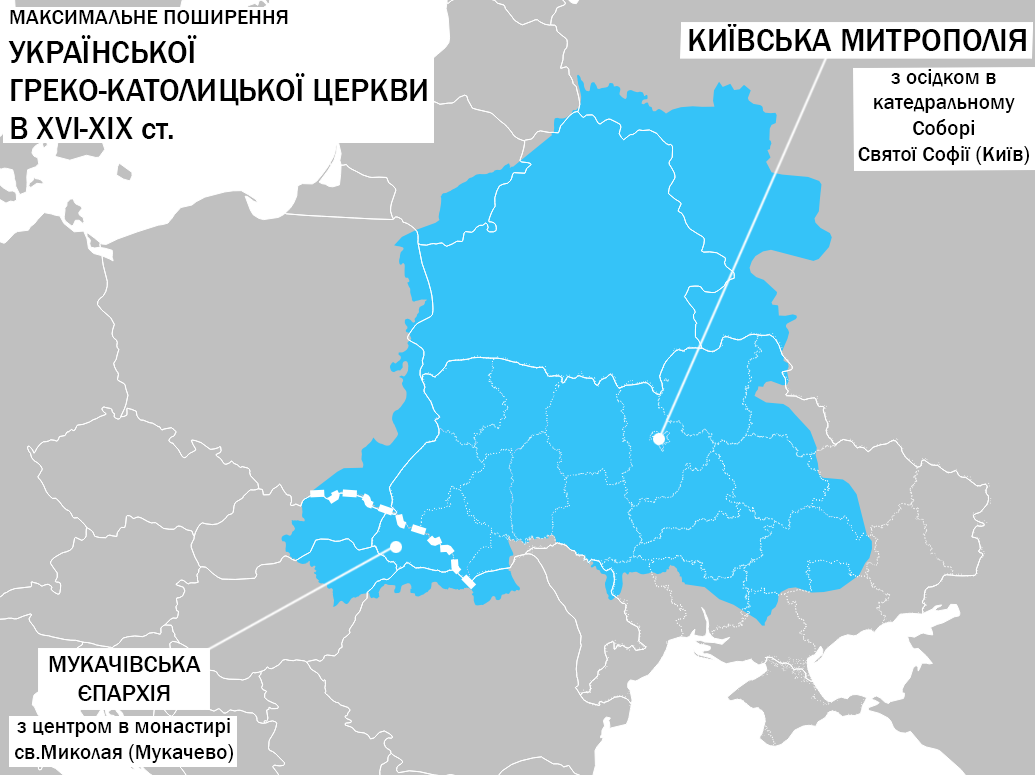
Територія максимального поширення Української Греко-Католицької Церкви в XVI-XIX століттях

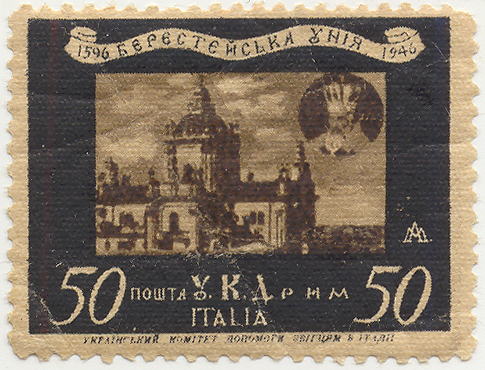
Пам'ятна марка, випущена до 350-ї річниці Берестейської унії Українським Комітетом Допомоги Увігцям в Італії.

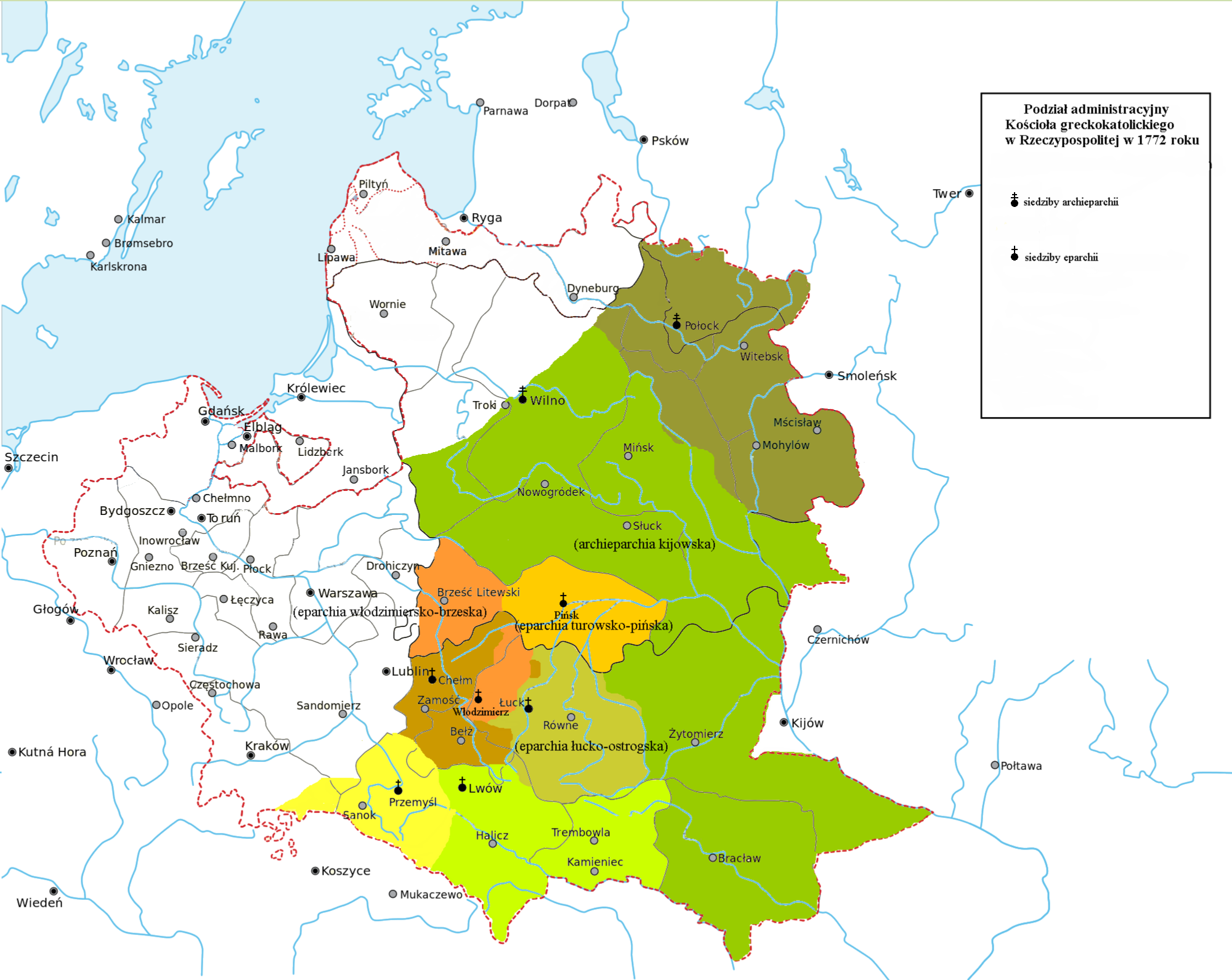
Адміністративний поділ греко-католицької церкви в Речі Посполитій у 1772 році

Бересте́йська у́нія (пол. Unia brzeska, біл. Берасьцейская унія, Bieraściejskaja unija) — вчинений у Римі 25 грудня 1595 року та проголошений (ратифікований) у 1596 році на церковному соборі у м. Бересті акт з'єднання частини ієрархів та вірян Київської православної митрополії Вселенського патріархату з римо-католицькою церквою на умовах виходу з-під канонічної підлеглості Константинопольському патріархату, визнання зверхності папи Римського та прийняття католицького віровчення (догматики). При цьому новостворена Руська унійна церква, згодом названа греко-католицькою, зберігала візантійську обрядовість, літургійний календар, власні адміністративні структури, канонічний правопорядок та духовно-культурну спадщину. Проголошенням унії було засновано Білоруську та Українську греко-католицьку церкву. Унія також спричинила протистояння православних з унійцями в Києві та місію Теофана III в Україні.

## Історія

### Ранні спроби на здійснення церковної Унії

«Берестейська унія», Вінніпег (вітражист: Лео Мол)

Із самого моменту розколу в 1054 року ідея возз'єднання розглядалася як католицькою, так і православною церквою. В Україні спроби їх об'єднання почалися ще в XIII ст., а після Флорентійського собору, що відбувся 1439 року, цю ідею мало не було здійснено. Між візантійською і латинською церквами першу унію укладено на соборі в Ліоні (1274), другу — на Флорентійському соборі (1439), проте ні одна, ані друга не довели до повної єдності християн. 
Було кілька спроб об'єднання руської церкви з римською: на Першому Ліонському соборі (1245) брав участь архієпископ Петро Акерович, висланий правдоподібно київським князем Михайлом Всеволодовичем або королем Русі Данилом Галицьким, щоб одержати від Заходу через папу Інокентія IV допомогу проти татар. Внаслідок розмов Данила і Василька Романовичів з папським леґатом Плано де Карпіні дійшло до унії Данила з Римом (1253) і надання Данилові королівської корони. Ця унія протрималася недовго: король Данило не одержав допомоги проти монголо-татар і під тиском татар розірвав стосунки з Римом.
Починаючи із 1396 році говорили про можливість об'єднання православної та католицької церкви на нараді Яґайла з митрополитом Кипріяном Цамблаком; поділяючи бажання об'єднати Церкви, митрополит вважав за конечне скликати для цього собор, про що сповістив патріарха. На тому справа й закінчилася. У 1418 році питання унії було порушене на Констанцькому Соборі, але знову в площині скликання собору з участю з обох сторін знавців канонічного права.
У 1439 році укладено унію на Флорентійському соборі. Єпископ Константинопольської православної церкви — Марк Ефеський — став противником унії і пізніше був канонізований у лику православних святих. Київський митрополит Ісидор брав участь в соборі та підписав унію від імені Київської митрополії. Після падіння Константинополя в 1453 році, унія де-факто перестала діяти. В 1470 році наступник митрополита Ісидора, київський митрополит Григорій II Болгаринович вийшов з унії і був прийнятий православним Патріархом Константинопольським Діонісієм I.
Греко-католики, проголосивши унію, визнали владу Папи Римського і прийняли основні догмати католицької церкви, проте зберегли грецький обряд та використання церковнослов'янської мови і юліанського календаря.

### Передумови Берестейської унії
Римська курія, яка здавна намагалася поширити свій вплив на східнослов'янські народи і діяльно підтримувала політику польських феодалів щодо України та Білорусі, дав почин унії. У підготовці унії чималу роль відігравали і єзуїти, яких у 60-х роках XVI століття для боротьби з протестантами покликали в Королівство Польське польські католицькі єпископи. Саму ідею унії підтримувала ще й верхівка українського духовенства та світських феодалів, що прагнули досягти однакового політичного становища з польськими магнатами.
Безпосередніми причинами до унії були:
- панування ідеї об'єднання християн після розколу в 1054 року на православну та католицьку у єдину церкву;
- на думку українських єпископів, мала б вирішити проблему полонізації та покатоличення православних, вони отримали б рівноправність у Речі Посполитій з католиками;
- тісніше зв'язати Україну й Білорусь з Польщею і нейтралізувати впливи Москви;
- невдоволення руських православних єпископів тим, що у церковні справи дедалі більше втручалося міщанство, організоване у церковні братства;
- бажання єпископів звільнитися від підлеглості східним патріархам, які підтримували братства;
- намагання верхівки руського православного духовенства добитися рівності з католицькими єпископами, які засідали в сенаті та титулувались «князі церкви» — і залежали тільки від папи та почасти від короля.

### Підготовка і підписання Берестейської унії
Наприкінці 1589 року єпископ Львівський Гедеон Балабан перший порушив питання про унію. До нього приєдналися — Кирило Терлецький, єпископ Луцький та Острозький, Леонтій Пельчицький, єпископ Пинський і Туровський, Діонісій Збируйський, єпископ Холмський та Белзький. Наслідком таємної конференції в Белзі у 1590 році був лист до короля, в якому єпископи заявляли про свою згоду визнати владу папи. Справу тримали у великій таємниці, і навіть не всі єпископи знали про переговори з королем.
Число спільників серед єпископів зростало. У 1591 році на Перемиську кафедру по смерті єпископа король номінував шляхтича Михайла Копистенського, що мав жінку. Патріарх заборонив висвячувати його, але грамота спізнилася. Року 1593 на звільнену Володимирську кафедру висвячено сенатора та каштеляна Адама (Іпатія) Потія, який приєднався до прихильників унії.
Під час сейму в Кракові в лютому 1595 року велись перемовини між представниками церкви з королем і канцлером Яном Замойським, в червні 1595 року відбувся з'їзд єпископів у Бересті, 12 червня було прийнято документ про підготовку унії і направлення делегації в Рим. Під впливом Костянтина Острозького 1 липня 1595 року Михайло Копистенський, Гедеон Балабан відкликали свої підписи.
У 1595 році після видання королем універсалу, в якому сповіщалося про перехід православних єпископів до унії, єпископи Луцький Кирило Терлецький і Володимирський Іпатій (Потій) — головні діячі Берестейської унії —  вирушили до Рима, приставили 33 статті Унії, скомпонованих на підставі умов Флорентійської Унії 23 грудня 1595 року в Римі. Святкове проголошення самої унії планувалося на жовтень 1596 року в Бересті.
6 жовтня 1596 року король Сигізмунд ІІІ Ваза і київський митрополит Михайло Рагоза за дорученням Папи Климентія VIII скликали в Бересті в церкві святого Миколая церковний собор для офіційного проголошення унії (8 жовтня 1596 року). Проунійний єпископат з допомогою цієї угоди хотів змінити церковну юрисдикцію та перейти в канонічну підлеглість Святому престолу в Римі. Противники унії наполягали, що єпископат не може самочинно пристати на неї без згоди східних патріархів і скликання Вселенського собору, а також без підтримки мирян, тим самим підтвердивши свою вірність православному віросповіданню й Константинопольському патріархату.
Під проводом Костянтина Острозького, протосинкела (патріарха) Никифора відбувся православний синод у Бересті. 9 жовтня 1596 року Никифор, як екзарх Константинопольського патріарха, з хрестом і Євангелією в руках проголосив декрет, яким позбавляв митрополита Михайла Рагозу та п'ятьох єпископів — Володимирського, Луцького, Полоцького, Холмського, Пинського — їхнього сану за самовільне піддання Папі. Цей декрет підписали духовні члени Собору і надіслали митрополитові Рагозі. Світська частина Собору звернулася до короля з проханням позбавити владик-уніатів церковних дібр, якими володіти могли тільки православні. Уніатський Собор публічно проголосив унію, а на владик Гедеона Балабана та Михаїла Копистенського і все духовенство Православного Собору, кинув клятьбу. Частина православного духовенства і пастви не визнали унію. 
Львівський латинський архієпископ Ян Димітр Соліковський представляв РКЦ. Проте собор одразу розколовся на два окремі собори — дизунітський («православний», антиунійний) і проунійний. Берестейська унія була підтверджена окремим універсалом польського короля Сигизмунда ІІІ 15 грудня 1596 року.
Висвячення православної ієрархії єрусалимським патріархом Теофаном ІІІ 16 жовтня 1620 року створило дві митрополії, унійну (греко-католицьку) і православну — і загострило боротьбу, кульмінаційним пунктом якої було вбивство архієпископа полоцького Йосафата Кунцевича.
На Закарпатті т.зв. Ужгородську Унію уклали в 1646 року спершу 63 священики, а в 1652 року прийняло її все західне Закарпаття. Перемиська єпархія прийняла Унію в 1692 році, Львівська — в 1700 році, Луцька — у 1702 році, Львівська ставропігія — лише в 1708 році. В 1716–1721 роках перейшла на Унію і Мармарощина.
Греко-католицьким єпископам обіцяли сенаторські звання (ця обіцянка залишилася невиконаною), греко-католицьке духовенство, як і католицьке, звільнялося від податків, греко-католицька шляхта одержала право обіймати державні посади нарівні з католицькою шляхтою, а греко-католики-містяни зрівнялися у правах з католицькими. Додатково уряд Речі Посполитої вважав унію обов'язковою для всіх православних на території Речі Посполитої, бо православна віра на думку влади опинилася поза законом.

## Текст Берестейської унії
| Офіційне проголошення унії Руської Церкви з Апостольським Престолом, укладене на Берестейському соборі Берестя, 8/18 жовтня 1596 р. В ім'я Бога в Тройці єдиного. На честь і святу хвалу Його і для людського спасіння, а для святої християнської католицької віри вивищення і утвердження, – всім, кому про це відати належало б. Року Божого 1596-го, восьмого дня місяця жовтня, за старим календарем, Ми, в Бозі зібрані на черговім соборі в Бересті, в соборній церкві Св. Миколая, Митрополит і Єпископи грецького обряду, нижче підписані, на вічну пам'ять проголошуємо: Ми, бачачи як одновлада Божої Церкви в Євангелії й устами Господа нашого Ісуса Христа є заснована та утверджена, щоб Христова Церква на одному Петрі, немов на камені, стояла твердо та була розпоряджувана одним і ним ведена, щоб в одному тілі була одна голова і в одному домі був один господар і розподілювач Божих ласк, поставлений над Божою челяддю і щоб дбав про лад і роздумував про благо всіх; і цей-то лад Божої Церкви, який почався від апостольських часів, тривав завжди. Тому-то всі Патріярхи зверталися завжди у справах навчання віри і в прийманні духовної влади, в єпископських судах й у відкликах, - до одного наслідника Петра святого, римського Папи, як це видно з Соборів і з Правил святих Отців та й наші слов'янські писання, перекладені в давнині з грецької мови, це задовільно показують, а давні святі Отці Східної Церкви засвідчують. Всі вони визнають цей святий престол Петра, його першенство і його владу над Єпископами всього світу. Не менше також і царгородські Патріярхи, від яких ця руська країна перейняла святу віру, немалий час визнавали цю зверхність Римського Престолу св. Петра та йому підлягали, і від нього брали благословення. Й хоча від цього Престолу вони багато разів відступали, але щоразу з ним з'єднувалися і поверталися до послуху йому. А останньо це сталося на Флорентійському соборі, року Божого тисяча чотириста тридцять осьмого, за патріярха Йосифа і царгородського імператора Івана Палеолога, які цілковито повернулися до цього послуху, визнаючи, що Римський Папа є батьком, учителем і завідувачем усього християнства і правним наступником святого Петра. А на тому-то Флорентійському соборі був і наш Київський архиєпископ і митрополит всієї Руси – Ісидор, який приніс це з'єдинення царгородського Патріярха і всіх Церков східного обряду, які до нього належали, у ці руські країни і у цім послусі й зверхності Римської Церкви їх утвердив. Тому-то і польські королі, і великі князі литовські, а особливо король польський і угорський Володислав та інші володарі, дали духовенству грецького й руського обряду привілеї і всі сеймові вольності, що їх уживають римські католицькі Церкви, - такі і їм були дані. А коли царгородські патріярхи знову відступили від того церковного об'єднання, то за той свій гріх відступства й розірвання церковної єдности попали під турецьку поганську владу, з чого постало багато фальшів і лихих учинків та й занедбання правного нагляду над цими руськими країнами, а звідси – і багато закралося огидного святокупства і поширились єресі, які майже всю Русь опанували, знищуючи Божі церкви й пошкоджуючи Божу славу. Тому ми, не бажаючи бути учасниками такого великого гріха і поганської неволі, яка за тим прийшла на царгородських патріярхів і не хотячи їм помагати в розколі й розірванні святої церковної єдности і запобігаючи спустошенню церков і спасінню людських душ, через ті єресі, що зараз постали, маючи все те на совісті, а й небезпеку власного спасіння та всього духовного стада, від Бога собі дорученого, - ми вислали минулого року послів до святішого Отця Климентія восьмого, наших братів - велебних у Христі єпископів Іпатія Потія, прототронія, володимирського і берестейського єпископа, і Кирила Терлецького, екзарха, єпископа луцького і Острозького, за відомом, згодою і понукою нашого найяснішого володаря, його милости польського короля і великого князя литовського Жигмонта Третього, володаря побожного, якому дай Боже щасливе панування, просячи, щоб – як найвищий пастир вселенської католицької Церкви – прийняв нас під свій послух та визволив від зверхности царгородських патріярхів і розрішив нас, зберігаючи за нами обряди і звичаї східних Церков, грецьких і руських, не роблячи жодних змін у наших церквах; але щоб залишив їх за переданням святих грецьких отців навіки. Що він і вчинив і дав на це свої письма і привілеї, розказуючи, щоб ми, з'їхавшись на синод, вчинили ісповідь святої віри і віддали послух Римському Престолові св. Петра, Климентові восьмому та його наступникам. Це ми сьогодні на цьому синоді вчинили, як це посвідчують наші письма і власноручні підписи і прикладені печаті, які ми передали на руки послів святішого Отця Климента Папи, які були вислані на цей синод, а то велебного Яна Димитрія Соліковського, архиєпископа львівського, його милости отця Бернарда Мацєйовського, єпископа луцького і його милости Станіслава Ґомолінського, єпископа холмського, і в присутності послів його королівської милости, ясновельможного Миколая Христофора Радивила, князя на Олиці і Несвіжу, воєводи троцького, і його милости вельможного пана Льва Сапіги, канцлера великого князівства литовського і його милости пана Дмитра Халецького, земського підскарбника великого князівства литовського, старости берестейського і багатьох інших духовних і світських, які були зібрані на тому синоді. Дано, як сказано вище, за підписом рук наших власних: Михаїл Рагоза, Божою волею архиєпископ і митрополит Київський, Галича і всієї Руси, власною рукою. Іпатій Потій, Божою милістю єпископ Володимирський і Берестейський, рукою власною. Кирило Терлецький, Божою милістю екзарх, єпископ-владика Луцький і Острозький, власною рукою. Григорій Герман, милістю Божою архиєпископ Полоцький, владика Витебський і Мстиславський, рукою власною. Діонисій Збіруйський, Божою милістю єпископ-владика Холмський і Белзький, рукою власною. Иона Гоголь, Божою милістю єпископ Пинський і Турівський, архимандрит Кобринський, власною рукою. Богдан Ліщинський, архимандрит Брацлавський, власною рукою. Гедеон Брольницький, архимандрит Лавришівський, рукою вл. Паїсій, архимандрит Мінський, рукою власною. |

## Постанови унійного собору
Київський уніатський митрополит Михайло Рогоза, вже на соборі видає грамоту про «скинення» архімандрита Никифора Тура з «уряду столиці архімандритів» та заборону в служінні, а наступного дня, 10 жовтня 1596 р., взагалі забороняє в служінні все духовенство, яке не прийняло унії. Незабаром, 15 грудня 1596 р., король Сигізмунд ІІІ видає Грамоту, в якій наказує православним приєднатися до унії та підтверджує рішення митрополита Михайла Рогози про усунення православних єпископів Михаїла Копистенського та Гедеона Балабана .
Укладені в Київській митрополії «Артикули, що належать до з’єднання з Римською церквою» (1595 p., червня  1/11)
| Артикули, на які ми потребуємо запоруки від панів римлян перед тим, як приступимо до єдності з Римською церквою. 1. Тому, що між римлянами і греками існує суперечка про походження С[вятого] Духа, яка неабияк перешкоджає з’єднанню, і, правдоподібно, триває не через що інше, як через те, що ми не хочемо одні одних зрозуміти, — просимо, аби нас до іншого віровизнання не примушували, а щоб ми залишалися в тому, яке знаходимо викладеним у С[вятому] Письмі, в Євангелії, а також у писаннях с[вятих] грецьких докторів [отців]; а саме, що С[вятий] Дух не має двох начал, ані подвійного походження, а походить з одного начала, як з джерела, — від Отця через Сина. 2. Щоби Божа хвала і всі молитви — ранні, вечірні та нічні — нам залишилися незмінними, згідно зі стародавнім звичаєм Східної церкви [...] 6. Новий календар, якщо не можна вживати старого, ми приймемо, однак не порушуючи Пасхалії і наших свят, тобто так, як це бувало за часів згоди, бо ми маємо деякі свої особливі свята, яких панове римляни не мають: це, наприклад, у день 6 січня, коли вшановуємо охрещення Господа Христа, і на перше об’явлення Бога, в Тройці єдиного, яке в нас зветься Богоявленням; того дня ми маємо особливу церемонію освячення води. 7. Щоб нас не примушували відбувати процесії на день свята Тіла Христового, а щоб ми могли ходити з процесіями зі своїми Святими Тайнами, бо в нас є інша [практика щодо] Святих Тайн. 8. Щоб [нас теж не примушували] перед Великоднем посвячувати вогонь, уживати калатал [замість дзвонів], а також відбувати інші церемонії, яких ми в нашій Церкві дотепер не мали, а щоб ми збереглися — згідно з порядком і уставом нашої Церкви — без змін у наших церемоніях. 9. Щоб подружжя священиків залишилися незмінними, за винятком двоєженців. 10. Щоб митрополичих, єпископських та інших високих духовних санів нашого обряду не давали нікому іншому, крім людей народу руського або грецького і іншої релігії. А оскільки в наших канонах зазначено, що такі особи, як митрополит чи владики, які спершу обираються духовенством, повинні бути людьми гідними, просимо його королівську] м[илість] дати нам свободу таких виборів; з тим, аби при цьому не порушувалася воля його королівської] м[илості] призначати обранця за власним бажанням. [...] 11. Щоб наших владик не посилали до Рима за сакрою [тобто, грамотою на свячення], але якщо його королівська] м[илість] зводить надати якесь владицтво, то архиєпископ-митрополит кожного такого [достойника] за давнім звичаєм повинен висвятити. Однак сам митрополит, перед тим як обійняти митрополичий уряд, повинен звернутися до отця папи за сакрою, і лише після того, як така сакра надійде з Рима, щоб владики (щонайменше двоє) висвятили його за нашим звичаєм. [...] 12. Щоб ми мали більшу владу і щоб наші овечки нас більше поважали та шанували, просимо надати нашим митрополитові і єпископам місця в сенаті його к[оролівсько'ї] м[илості], і це з багатьох слушних причин: адже ми маємо той самий єпископський уряд і гідність, що і їх м[илості] панове римляни. [...] 17. Через те, що чимала кількість наших церковних маєтків виявилася протиправно заставленою з вини наших попередників, які, будучи тимчасовими господарями, могли заставляти їх лише на час власного життя, — ми уклінно просимо, щоб ці маєтки було повернено церквам [...] А якщо би хтось мав право пожиттєвого володіння церковними маєтками, то нехай би з них платив церкві принаймні якусь оренду, а після його смерті ці [маєтки] нехай би поверталися церкві; і щоб ніхто не міг їх домогтися без згоди єпископів та крилосу. [...] 18. Щоб після смерті митрополита і єпископів ані старости, ані підскарбії не втручалися до справ церковних маєтків, а щоб ними, як це заведено в Римській церкві, до часу виборів нового єпископа розпоряджався крилос. Стосовно ж приватних маєтків самого єпископа, то щоб підданим і рідним померлого не завдавали кривди, але щоби все відбувалося так, як після смерті панів духовних Римської церкви. [...][7] |

## Реакція

### Опір унії
Із самого початку частина православного духовенства відкинула унію. Паралельно до унійного проходив православний собор, що виступив різко проти унії. Цей собор хоча і був менш представницьким стосовно єпископату Київської митрополії, представників королівської влади та Риму, але на ньому теж було два архієреї, зокрема грецький єпископ Паїсій, та ряд архімандритів й ігуменів провідних монастирів, у тому числі — Києво-Печерський архімандрит Никифор Тур.
Ставлення православних киян до підготовки уніатського собору 1596 р. було вкрай негативним, жоден представник впливового духовенства та мирян не брав у ньому участі. Така реакція була зумовлена: впливом Львівського православного братства та Львівського єпископа Гедеона (Балабана); духовним авторитетом Києво-Печерського монастиря, разом з Константинополем та Афоном, які не визнали Унії; позицією князя Костянтина Острозького, який був Київським воєводою та щедро допомагав православним монастирям і братствам. За словами історика Івана Крип'якевича «боротьбу ведено словом і письмом, в церкві і поза церквою, часом приходило навіть до кривавих сутичок. Ця релігійна боротьба дуже шкодила українському народові, її використали поляки і ще більше нищили Україну».
«Возний Київської землі» Роман Овсяний свідчить, що «ченці Києво-Печерської лаври зі зброєю у руках не дали виконати королівські укази» про передачу монастиря під владу уніатського митрополита Михайли Рогози та передачу йому на суд архімандрита Никифора Тура . Опір унії чинила не тільки Києво-Печерська лавра, а загалом духовенство Києва. Про це виразно свідчить королівська грамота від 2 грудня 1597 р., яка «наказує духовенству Києву підкоритися Київському митрополиту» (уніатському). Незгоду з унією виказувало не тільки духовенство, а й звичайні віряни різного звання та навіть представники влади міста, про що свідчить наступна грамота короля, яка була звернена саме до них.
Ситуація в Києві не змінилася й після смерті уніатського митрополита Михайла Рагози й обрання на його місце Іпатія Потія: король видає йому грамоти про владу над Києво-Печерським монастирем та всіма православними Речі Посполитої, а ченці та містяни не дають його представникам увійти у володіння монастиря. Протистояння нового митрополита та православних киян було дуже гострим, що доводить факт видання окремої королівської грамоти «мешканцям київського воєводства» 8 квітня 1600 р. з вимогою підкоритися владі новообраного уніатського митрополита.
Таким чином станом на 1610 рік в Києві був лише один уніатський єпископ — Іпатій (Потій) який перебував у Вільно.
Православний болгарський митрополит Неофіт, який приїхав до Києва перед Пасхою 1612 р., відправляв служби чи був прийнятий православним чернецтвом та духовенством у таких монастирях: Києво-Печерський; Пустинно-Миколаївський; Золотоверхий Михайлівський; Міжгірський; Києво-Кирилівський. Також й у храмах: Соборний Пречистинський; Миколи Доброго; Спаська; Воскресенська; Бориса і Гліба; Набережна Різдва Богородиці; Пречистої Богородиці та Стрітення.
Загалом, уніатська ієрархія не полишала надії переконати киян долучитися до унії. У 1614 р., незабаром після свого обрання Київським уніатським митрополитом, Йосип Рутський, разом з Йосафатом Кунцевичем (на той час — архімандритом) навідується в Київ та веде перемовини з отцями Києво-Печерської лаври, які, вже традиційно, закінчилися для уніатів поразкою.
На початку 1618 р., відповідно до рішення першого з’їзду Василіанського чину в Новгородку (19–16 липня 1617 р.), Київський уніатський митрополит Йосип Рутський здійснює нову спробу поширити свою владу в Києві. Зокрема, заручившись підтримкою короля Сигізмунда ІІІ, він наказує своєму наміснику Антонію Грековичу встановити контроль над Михайлівським Золотоверхим монастирем, який формально був переданий уніатам ще 15 вересня 1612 р. У результаті спроби цього захвату, о. Антоній Грекович був 15 лютого (за іншими даними — 22 лютого) схоплений козаками та втоплений в ополонці Дніпра навпроти Видубицького монастиря.
16 вересня 1658 року з ініціативи гетьмана Івана Виговського між Річчю Посполитою і Гетьманщиною був підписаний Га́дяцький до́говір що передбачав ліквідацію Берестейської унії, а також право п'яти православних єпископів брати участь у засіданнях Сенату. Основні перетворення залишилися на папері, оскільки Сейм Речі Посполитої ратифікував договір у значно скороченому вигляді, скасувавши його головні положення. Пункт про скасування Берестейської унії було вилучено. Зберігся пункт про обмеження на будівництво греко-католицьких церков. Також сейм відкинув вимогу козаків повернути відібрані греко-католиками у православних маєтки та чини.

### Інші реакції на унію

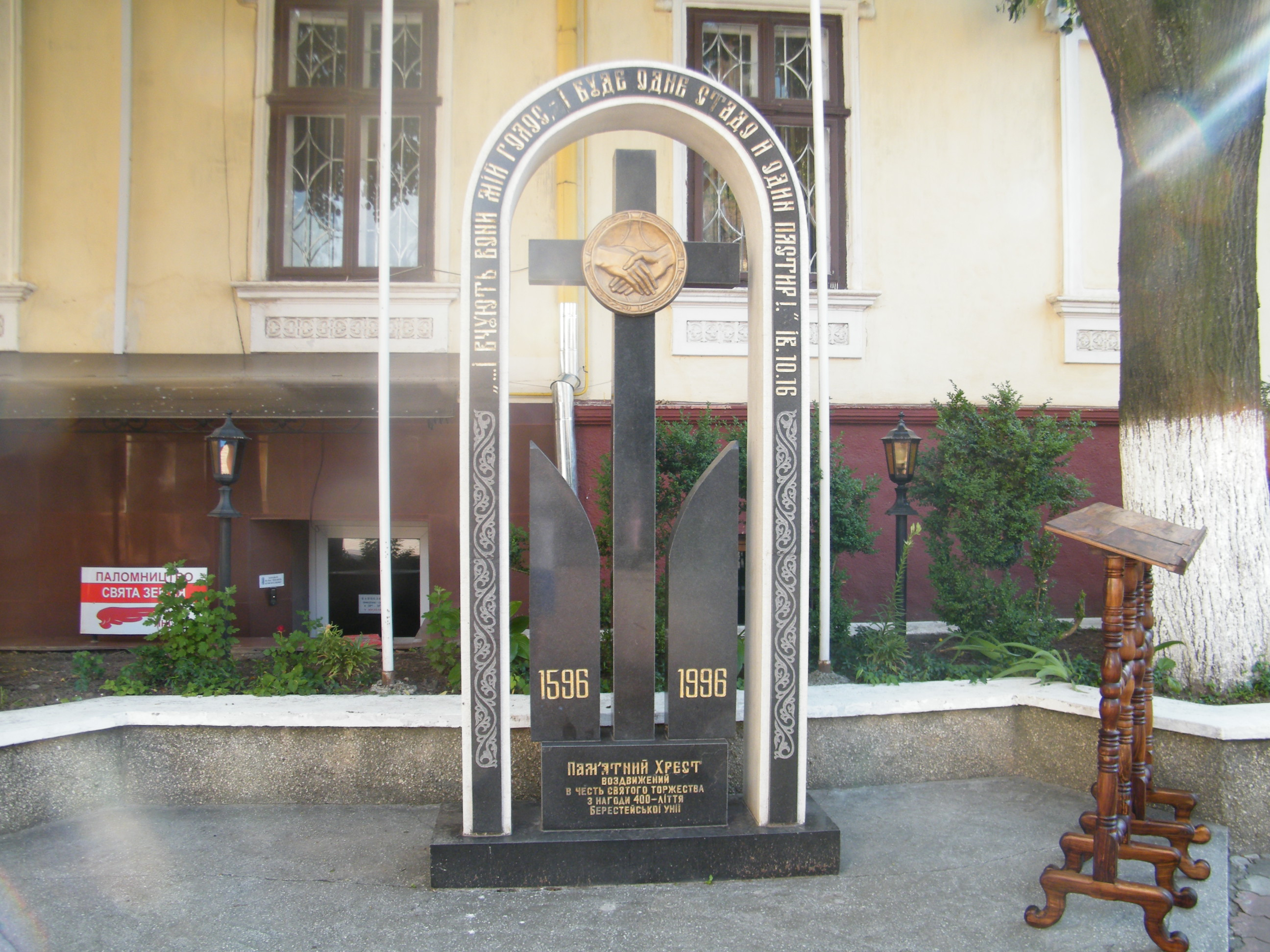
Пам'ятний Хрест на честь Берестейської унії в Чернівцях

Проти унії протестувала також значна частина православної шляхти, деякі магнати (князь Костянтин Острозький), хоча спочатку він підтримував ідею унії і був її натхненником, частина духовенства (зокрема, Києво-Печерський архімандрит Никифор Тур, його наступник Єлисей Плетенецький та інші). Було видано ряд полемічних творів проти греко-католицизму. Особливе місце серед них займали твори славетного українського письменника Івана Вишенського.
Тривала боротьба православних киян проти унії все більш потребувала координації та об’єднання, тому, близько 1615 року вони об’єдналися в Київське православне братство, а через рік, у 1616 році, до нього разом зі «всім військом Запорізьким» вступив гетьман Петро Сагайдачний та встановив над ним свою опіку.
Боротьба українського народу проти покатоличення сприяла виникненню братств у Львові, Луцьку, Могилеві, Києві. Православна інтелігенція згуртувалася на захист національних, релігійних, культурних інтересів українського народу. У часи монгольської навали шкільна справа занепала. Основними осередками її відродження стали Острог, Київ, Львів. Острозька школа була заснована князем Костянтином Острозьким у 1580 році. Православні вдалися до активного використання полемічних творів для захисту віри. Тому Поширення шкіл та друкування розбудило колись пасивних і консервативних українців (русинів). Замість того, щоб переходити в католицизм, вони зі зростаючою рішучістю стали боронити власні релігійні традиції, що відрізняли їх від поляків.
В останній третині XVI – першій половині XVII століття справу навчання і освіти очолили православні братства. Львівська братська школа була відкрита в 1586 році. У Києві – у 1615 році (на Подолі). У 1632 році Київська братська школа об’єдналась із лаврською школою, заснованою в 1631 році Петром Могилою, і почала існувати як Києво-Могилянська колегія.
1620 року, за сприяння гетьмана Петра Сагайдачного, єрусалимським патріархом Теофаном було відновлено вищу ієрархію православної Київської митрополії та висвячено Митрополита Київського, Галицького та всієї Русі Іова Борецького.
Уніатська місія ченців-василіанів, у кількості 6 осіб, прибула до Києва у кінці серпня 1622 р. та оселилася в «митрополичому палаці», але вже 21 вересня, в день свята Різдва Пресвятої Богородиці, православне духовенство разом із киянами та козаками «підійшло до Софійського собору». Уніатських ченців було ув’язнено та вислано із Києва. У святій Софії була повна руйнація, не було жодних умов та речей для відправлення богослужіння, «стіні голі, а вівтар зруйнований». Такий самий запис, без жодної «протестації» є й у архіві уніатських митрополитів. Крім того, є і свідчення інших очевидців, зокрема майбутнього православного митрополита Сильвестра Косова від 1635 р., у якому він свідчить, що Київська Софія «була дощенту спустошена, пограбована та знищена, що і до тепер, надаючи величезні кошти, митрополит ледь міг підняти її з руїн». Свята Софія була в такому поганому стані що уніати так і не відслужили там жодного богослуження .
Війт Києва Федір Ходика який  на початку 1625 року почав опечатувати православні церкви, був схоплений розлюченими міщанами та козаками і втоплений у Дніпрі біля Трипілля.
Внаслідок опору українського і білоруського народів уряд Речі Посполитої на початку 1630-х років змушений був видати «Статті для заспокоєння руського народу», які узаконювали легальне існування православної церкви. Проте ці «Статті» не припинили наступу католицизму та унії. Українська революція 1648—1676 років привела до цілковитої ліквідації унії на Лівобережжі.

## Критичні оцінки Берестейської унії
Іван Франко у своїй статті «Дві унії. Образок з історії Русі при кінці XVI віку» писав: «Але перечислилися трохи єзуїти і їх прихильники, думаючи, що як зловлять у свої сіті владик руських, то вже разом з ними зловлять і весь народ. Поперед усього два владики, львівський і перемиський, побачивши, до чого діло йде, відступили від нього і осталися при православію. В обороні його став і знаменитий князь Острозький, виступили й братства. На собор Берестейський 1596 р. прислав і патріарх константинопольський свого відпоручника Никифора протосингела, а патріарх олександрійський свого відпоручника Кирила Лукаріса, бувшого учителя в школі Острозькій. Всі вони зібралися разом, зложили православний собор і викляли митрополита Рагозу і тих єпископів, що прийняли унію. Таким способом замість унії, т.є. єдності, собор Берестейський посіяв великий роздор серед народу руського, роздор, котрий остається ще й донині і причинив цілій Русі безкінечно много лиха і нещастя. Унія була причиною довгої та важкої боротьби внутрі малоруського народа і остаточно принесла незміримі шкоди цілому його духовному і політичному розвоєві.., унія в минувшині не дала нашому народові майже нічого, не лишила в літературі южноруській ані одного цінного пам'ятника.., натомість знаменито причинювалася до полонізації руської інтелігенції».
У іншій статті «Йосиф Шумлянський, львівський єпископ 1668-1708 р., і заведення унії в Галичині» Іван Франко писав «Замість єдності унія ввела в руський народ незгоду і ненависть і страшенно ослабила Русь. Але вона не помогла й полякам, бо переслідування православія викликало серед русинів роздразнення, котре 1648 року страшним пожаром вибухло в війнах Хмельницького і завдало перший смертельний удар Польській державі. В 1896 році святкували у нас поляки і деякі русини 300-літній ювілей тої унії, зробленої на соборі в Бересті 1598 р. Справедливо піднесено у нас тоді, що властиво галицьким русинам нема чого святкувати того ювілею вже хоч би для того, бо Галицька Русь тоді не приступила до унії. Треба було ще цілих 100 літ і великої хитрості, щоби знищити православія в нашім краю. Сього доконав єпископ львівський Йосиф Шумлянський».
Історик Полонська-Василенко Наталія Дмитрівна писала: «Берестейська унія не внесла спокою і не поєднала Церков. Навпаки, крім двох — православної і католицької — з'явилася третя, уніятська. На боці уніятської були: митрополит, п'ять єпископів, визнання польським урядом, а головне — могутня рука папи. На боці православних: два єпископи, багато чорного та білого духовенства і народ,  їх зверхник, Царгородський патріярх, не був у стані боронити їх. Спроби православних звернутися до короля за посередництвом соймиків та сеймів нічого не дали. Уніятська Церква залишалася в очах уряду єдиною правною Українською Церквою. Тяжкий стан Православної Церкви погіршував внутрішній двоподіл: владики, частина шляхти та міщан пішли за унією, але більшість духовенства, шляхти з кн. К. Острозьким, більшість міщан та братств, селяни, а головно та нова сила, що організувалася за Дніпровими порогами — козацтво — залишилися при вірі батьків». 
Орест Субтельний писав у своїй книзі так: «Із самого початку стало очевидним, що сторони не можуть знайти спільної мови. Зрозумівши, що переговори не мали ніякого сенсу, прибічники унії публічно підтвердили свої наміри укласти її. Незважаючи на протести та погрози, православній стороні не вдалося змусити їх відступити або домогтися того, щоб король позбавив їх посад. Так українське суспільство розкололося навпіл: з одного боку — православні магнати, більшість духовенства та народні маси, в той час як з іншого — колишні ієрархи, підтримувані королем та купкою прибічників. Унаслідок цього виникла ситуація, коли існувала церковна ієрархія без віруючих і віруючі без своїх ієрархів. Те, що почалося як спроба об'єднати християнські церкви, закінчилося їхнім подальшим роздрібненням, бо тепер замість двох існувало три церкви: католицька, православна та уніатська, або греко-католицька, як її згодом стали називати».

## Спроби ліквідації УГКЦ
Після розділу Речі Посполитої Російська імперія почала ліквідувати наслідки Берестейської унії. Катерина ІІ розпочала боротьбу, спрямовану на її повне знищення унійної митрополії та навернення усіх вірян до Російської православної церкви. Спочатку була ліквідована греко-католицька митрополія та всі єпархії, за винятком полоцької: Микола І у 1839 р. ліквідував рештки греко-католицької церковної ієрархії на Правобережжі, Волині і Білій Руси, а Олександр II — на Холмщині і Підляшші. Російська імперія під час окупації Галичини 1914 р. заарештувала митрополита Андрея Шептицького й насаджувала насиллям православ'я під проводом архієпископа Волинського і Житомирського РПЦ Євлогія Георгієвського. Такі самі, але безуспішні, спроби були під час другої світової війни (1939—1941).
Після окупації Галичини в 1944 р. смерті Андрея Шептицького та арешту всієї ієрархії Греко-католицької церкви, що відмовились переходити на православ'я, органи НКВД організували  псевдо-собор у Львові 1946 р. на якому не був присутній жоден єпископ УГКЦ і де було прийняте нелегітимне рішення підпорядкувати Українську Греко-католицьку церкву московському патріархові. Подібно ж ліквідовано Унію на Закарпатті 1949 р. і Пряшівщині 1950 р. Синод української католицької ієрархії в Римі 2 грудня 1980 р. ствердив, що акт ліквідації Унії т. зв. «львівським собором» недійсний.